# العلاقات الأرجنتينية الكيريباتية
العلاقات الأرجنتينية الكيريباتية هي العلاقات الثنائية التي تجمع بين الأرجنتين وكيريباتي.

## مقارنة بين البلدين
هذه مقارنة عامة ومرجعية للدولتين:
| وجه المقارنة                                              | الأرجنتين                                               | كيريباتي                        |
| --------------------------------------------------------- | ------------------------------------------------------- | ------------------------------- |
| المساحة (كم2)                                             | 2.78 مليون                                              | 811                             |
| عدد السكان (نسمة)                                         | 44.27 مليون                                             | 116.40 ألف                      |
| الكثافة السكانية (ن./كم²)                                 | 15.92                                                   | 14.35 ألف                       |
| العاصمة                                                   | بوينس آيرس                                              | جنوب تاراوا                     |
| اللغة الرسمية                                             | اللغة الإسبانية                                         | لغة إنجليزية، اللغة الكيريباتية |
| العملة                                                    | البيزو الأرجنتيني 1983 ‏، بيزو أرجنتيني، أسترال أرجنتيني | دولار كريباتي، دولار أسترالي    |
| الناتج المحلي الإجمالي (بليون دولار)                      | 637.59 مليار                                            | 196.15 مليون                    |
| الناتج المحلي الإجمالي (تعادل القوة الشرائية) بليون دولار | 883.02 مليار                                            | 224.26 مليون                    |
| الناتج المحلي الإجمالي الاسمي للفرد دولار أمريكي          | 13.43 ألف                                               | 1.42 ألف                        |
| الناتج المحلي الإجمالي للفرد دولار أمريكي                 |                                                         | 1.81 ألف                        |
| مؤشر التنمية البشرية                                      | 0.827                                                   | 0.590                           |
| رمز المكالمات الدولي                                      | +54                                                     | +686                            |
| رمز الإنترنت                                              | .ar                                                     | .ki                             |
| المنطقة الزمنية                                           | 00                                                      |                                 |

## منظمات دولية مشتركة
يشترك البلدان في عضوية مجموعة من المنظمات الدولية، منها:
| علم المنظمة | اسم المنظمة                   | تاريخ انضمام الأرجنتين | تاريخ انضمام كيريباتي |
| ----------- | ----------------------------- | ---------------------- | --------------------- |
|             | مؤسسة التنمية الدولية         | 3 أغسطس 1962           | 2 أكتوبر 1986         |
|             | مؤسسة التمويل الدولية         | 13 أكتوبر 1959         | 2 أكتوبر 1986         |
|             | منظمة حظر الأسلحة الكيميائية  | ?                      | ?                     |
|             | الأمم المتحدة                 | 24 أكتوبر 1945         | 14 سبتمبر 1999        |
|             | الاتحاد الدولي للاتصالات      | 1889                   | 3 نوفمبر 1986         |
|             | البنك الدولي للإنشاء والتعمير | 20 سبتمبر 1956         | 29 سبتمبر 1986        |
|             | الاتحاد البريدي العالمي       | ?                      | ?                     |
|             | يونسكو                        | 15 سبتمبر 1948         | 24 أكتوبر 1989        |

## وصلات خارجية
- موقع وزارة الخارجية الأرجنتينية